# Добровојевићи
Добровојевићи су српска средњовјековна племићка породица из Босне. Имали су поседе на подручју Врсиња (Врсиње) у данашњој источној Херцеговини.
Нејасни су подаци о родоначелнику Добровојевића. Куртовић претпоставља да је родоначелник Добровојевића, Добровој Бранојевић из Врсиња који се појављује у једном документу из 1411. године.
Добровојевићи су били вазали властелинске породице Косаче. Породица је остала препознатљива по друмском пљачкању трговаца на караванским путевима и нарочито дубровачких поданика у Конавлима. Најпознатији представник породице био је Радич Добровојевић названи Враг из 20-тих и 30-тих 15. века. 
Радич је учествовао у Конављаском рату, иако је његов господар војвода Сандаљ Хранић Косача званично био неутралан током тог сукоба. Дубровчани су га заробили и затворили. Сандаљ Хранић се за њега заузимао код Дубровчана али га није могао ослободити. Његов брат Бранко Добровојевић наставио је његовим стопама.
1427. су Добровојевићи у изворима наведени као Сандаљеви људи, који опет имају своја села и људе. Сандаљ је прилично снажно стајао уз Радича Врага, иако су се Дубровчани непрестано жалили. 1427. године Враг је добио "вјеру" од Дубровчана да на 8 дана може доћи у Дубровник .
Млађи брат Радичев, Бранко, наставио је да малтретира Дубровчане још читаве двије деценије. Помиње су у тужбама за пљачку 1439, 1442, 1443, 1454. године.